# Thelcticopis nigrocephala
Thelcticopis nigrocephala är en spindelart som beskrevs av Anna Maria Sibylla Merian 1911. Thelcticopis nigrocephala ingår i släktet Thelcticopis och familjen jättekrabbspindlar.
Artens utbredningsområde är Sulawesi. Inga underarter finns listade i Catalogue of Life.